# Sternenkind – Koi Mil Gaya
Sternenkind – Koi Mil Gaya (Originaltitel: Koi Mil Gaya, Hindi, कोई मिल गया, koī mil gayā, Urdu, کوئی مل گیا, übersetzt: „Jemand wurde gefunden“) ist Bollywoods Version des westlichen Hollywood-Films E. T. der Außerirdische. Der 2003 gedrehte Film handelt von einem geistig behinderten jungen Mann namens Rohit (Hrithik Roshan), der von einem kleinen Alien geheilt wird. Der Film kam nicht in die deutschen Kinos und wurde erstmals am 24. Dezember 2005 im Fernsehen gezeigt.
Koi Mil Gaya war einer der größten Kassenerfolge des indischen Kinos im Jahr 2003. Die Hauptdarsteller sind Rekha, Hrithik Roshan und Preity Zinta. Regie führte Hrithiks Vater Rakesh Roshan.

## Handlung
Koi Mil Gaya ist die Geschichte eines geistig zurückgebliebenen jungen Mannes namens Rohit. Obwohl er Anfang Dreißig scheint, hat er den Verstand eines Zwölfjährigen, wegen eines Unfalls, den seine Mutter während ihrer Schwangerschaft hatte: Rohits Vater Sanjay, ein Wissenschaftler, versuchte Kontakt mit Außerirdischen aufzunehmen. Als sie tatsächlich antworten und zur Erde kommen, kommt es zu dem Unfall, bei dem Sanjay stirbt und seine Frau verletzt wird, weswegen Rohit behindert zu Welt kommt.
Jahre später wiederholt Rohit die sechste Klasse immer wieder und schafft es kaum, in die siebte zu kommen. Eines Tages trifft er die hübsche und freundliche Nisha und nach einigen Streichen von Rohits Seite und einigen Missverständnissen von Nisha freunden sich die beiden an. Sie bringt Rohit bei, wie man mit Computern umgeht, und die beiden spielen mit dem alten PC von Rohits Vater herum, woraufhin die Außerirdischen gerufen werden.
Rohit und Nisha retten eines der Wesen aus den Wäldern, verstecken es vor der Polizei und nennen es Jadoo (Magie). Die Tatsache, dass Rohit und Nisha Freunde werden, ärgert Nishas eifersüchtigen Freund Raj sehr – er ärgert Rohit und entscheidet, Nisha zu heiraten, die überhaupt nicht die Absicht hat, ihn zu heiraten, und ihm sofort einen Korb gibt. Rohit ist am Boden zerstört. Während einer Unterhaltung, die er mit seiner Mutter über Nishas angebliche Verlobung hat, erfährt Jadoo, dass es sein Raumschiff war, dass für Rohits geistige Fähigkeiten oder das Nichtvorhandensein derselben verantwortlich ist, und deswegen benutzt er seine Kräfte und heilt ihn.
Am nächsten Tag entdeckt Rohit nicht nur, dass er seine Brille nicht mehr braucht, sondern auch, dass sich seine Intelligenz entwickelt hat und dass er tatsächlich mit seinen Mitschülern mithalten kann. Er nimmt an einem Tanzwettbewerb teil und gewinnt ihn, um Nisha zu beeindrucken, und gewinnt ein Basketballmatch und besiegt Raj. Später gesteht er Nisha seine Liebe, bei ihr zuhause vor ihren Eltern.
Die Polizei jagt noch immer Jadoo und schafft es, ihn zu fangen. Rohit riskiert sein Leben, um Jadoo zu retten, und bringt ihn zurück zu seinem Raumschiff. Der Außerirdische verlässt die Erde und nimmt Rohits neu gewonnene Fähigkeiten mit sich. Rohit wird in Gewahrsam genommen, aber nach einem Prozess für unschuldig erklärt und entlassen, weil er geistig zurückgeblieben ist.
Während eines Spaziergangs mit Nisha taucht Raj wieder auf und ärgert ihn, indem er einen Basketball nach ihm wirft und ihm vorwirft, dass der, der ihm seine Fähigkeiten gegeben hat, jetzt weg ist. Rohit wird wütend und tritt den Basketball, und Raj, der von ihm getroffen wird, fällt dabei in Ohnmacht. Offenbar hat Jadoo Rohit seine Fähigkeiten zurückgegeben, und als beide, Rohit und Nisha in den Himmel sehen, bemerken sie Jadoos Raumschiff, wie es zurückkehrt.

## Fortsetzung
In Krrish – der Fortsetzung von Koi mil gaya – spielen Hrithik Roshan und Priyanka Chopra mit, für die Rolle von Priyanka war Deepika Padukone vorgesehen.